# عبدالسلام النابلسی
عبدالسلام النابلسی (عربی: عبد السلام النابلسي؛ ۲۳ فوریهٔ ۱۸۹۹ – ۵ ژوئیهٔ ۱۹۶۸) هنرپیشه اهل مصر بود.